# دبلیو بی (شبکه تلویزیونی)
دبلیو بی یا دِ دبلیو بی (به انگلیسی: The WB) که مخفف براداران وارنر (به انگلیسی: Warner Bros) است، یک شبکه تلویزیونی آمریکایی بود که برای اولین بار در ۱۱ ژانویه ۱۹۹۵، به عنوان سرمایه‌گذاری مشترک بین برادران وارنر و شرکت تریبون به روی آنتن رفت. این شبکه عمدتاً برنامه‌هایی را برای نوجوانان و جوانان بین سنین ۱۲ تا ۳۴ سال پخش می‌کرد که بخش کودکان آن، کیدز دبلیو بی، برای کودکان ۶ تا ۱۲ سال طراحی شده بود. دبلیو بی همچنین بخاطر شخصیت میشیگان جی. قورباغه، که یکی از شخصیت‌های محبوب لونی تونز است، گاهی با عنوان «شبکه قورباغه» شناخته می‌شد.
در ۲۴ ژانویه ۲۰۰۶، شرکت سی‌بی‌اس و برادران وارنر اینترتینمنت شبکه‌های خود که یوپی‌ان و دبلیو بی‌نام داشت را، باهم ادغام کردند. در نتیجه دبلیو بی و یوپی‌ان برنامه‌هایشان را به شبکه جدید منتقل کردند و شبکه سی دبلیو تأسیس شد.